# Gamów
Gamów (niem. Gammau) – wieś w Polsce położona w województwie śląskim, w powiecie raciborskim, w gminie Rudnik.
Zabytkiem jest kościół który został zbudowany w 1728.
Miejscowość jest położona w południowo-zachodniej części gminy. Posiada powierzchnię 5,16 km² oraz ponad czterystu pięćdziesięciu mieszkańców.

## Toponimia
Nazwa wsi pochodzi od przezwiska Gama, które pochodzi od słowa gamać się co oznacza "chodzić ociężale". W 1338 r. wieś wzmiankowana jako Gamal, w 1375 r. jako Gammaw, a w 1415 r. jako Gamaw. 
W alfabetycznym spisie miejscowości z terenu Śląska wydanym w 1830 roku we Wrocławiu przez Johanna Knie wieś występuje pod nazwą Gammow oraz nazwą zgermanizowaną Gammau. Książka adresowa Raciborza i okolic z 1932 r. wymienia nazwę wsi jako Gammau, która była stosowana do 1945 r. Po II wojnie światowej powrócono do nazwy Gamów.

## Historia
Początków osady należy szukać już w XII wieku. Pierwsze wzmianki o osadzie pochodzą już z początku XIII w. 19 listopada 1223 r. biskup wrocławski Wawrzyniec konsekrował kościół św. Jana Chrzciciela w Makowie, któremu podlegał Gamów. W dokumencie magistra Gosco, mistrza śpiewaczego (kantora) i wizytatora biskupa wrocławskiego Naknera, wystawionego w 1338 r. dla kolegiaty ś. Tomasza z Canterbury w Raciborzu, wzmiankowana jest wieś Gamal. Jako Gammaw występuje ona w 1375 r. w pergaminowym dyplomie Jana, księcia opawskiego i raciborskiego, wystawionym również dla kolegiaty w Raciborzu. Władca wymienia istniejące we wsi alodium czyli folwark, z którego uposażył kanoników. W 1383 r. wieś liczyła 301 mieszkańców. Wiódł tędy szlak handlowy. Obok Cyprzanowa, Żerdzin czy Studziennej, należała do kapituły kolegiackiej w Raciborzu, co potwierdzają kolejne dokumenty m.in. książęcy, wystawiony w 1945 r., tuż przed przeniesieniem kolegiaty z zamku do kościoła farnego. Wzmiankuje on Gamaw. W 1728 r. wybudowano kościół pw. św. Anny. Zanim 14 stycznia 1871 r. erygowano samodzielną parafie św. Anny w Gamowie, wieś należała do parafii Grzędzin w dekanacie łańskim.
Według spisu mieszkańców z 1910 roku w miejscowości mieszkało 671 Polaków na 681 mieszkańców. W okresie międzywojennym istniał tutaj regionalny oddział Związku Polaków w Niemczech, Towarzystwo Młodzieży Polsko-Katolickiej, Przysposobienie Rolnicze, Bractwo Serca Jezusowego. We wsi istniała także świetlica polska, na którą dokonano napadu i spalono ją w styczniu 1939 roku.
W 1938 r. Niemcy prowadzili tu badania archeologiczne. Skupiły się one na północno-zachodnim krańcu wsi, na północny wschód od byłego wiatraka. Natrafiono tu na pozostałości XII/XIII-wiecznej osady. Odkryto dwie jamy osadnicze, a w nich resztki naczyń oraz szczątki zwierzęce.

## Geografia
W latach 1975–1998 miejscowość administracyjnie należała do województwa katowickiego. Obecnie powierzchnia wsi wynosi 516 ha.

## Demografia
W 2016 roku w Gamowie i Sławienku ludność w wieku przedprodukcyjnym na 100 mieszkańców wynosiła 21,09, co uplasowało wieś powyżej średniej w gminie (16,95). Natomiast ludność w wieku produkcyjnym wynosiła 63,04 (średnia w gminie – 66,90), a w wieku poprodukcyjnym – 15,43 (średnia w gminie – 16,25). Stosunek mieszkańców w wieku poprodukcyjnym do mieszkańców w wieku produkcyjnym wynosił 24% (średnia w gminie – 24%). Mediana wieku mieszkańców wynosi 46 lat (średnia w gminie - 47,11).
| Rok  | Liczba ludności | Gęstość zaludnienia (os./km²) |
| ---- | --------------- | ----------------------------- |
| 2004 | 449             | 87,02                         |
| 2011 | 464             | 89,09                         |
| 2016 | 460             | 89,15                         |

## Religia
Gamów posiada kościół parafialny pw. św. Anny. Pierwsze wzmianki o wsi pochodzą z początków XIII wieku.

## Gamów w podaniach
Dzięki gamowianom mamy poświadczone pierwsze raciborskie strudle. Smakołyki wymieniono w datowanym na 4 stycznia 1661 r. piśmie raciborskiej kolegiaty do kapitana w kwaterze głównej wojsk cesarskich w Cieszynie. Zatytułowano je "Jaśnie wielmożny panie oraz dostojny i wielce szanowny panie." Opisano w nim napad na chłopów z Gamowa, którego w okolicach Pawłowa dopuściło się trzech konnych żołnierzy. Myśląc, że to zbóje, chłopi dotkliwie pobili wojaków, za co dowódca z Cieszyna chciał gamowian srogo ukarać. Do zdarzenia doszło 23 grudnia 1660 r. Chłopi wracali z Raciborza, gdzie dostarczyli kanonikom cztery wozy owsa. Przed powrotem dokonali rozmaitych zakupów między innymi „korzeni do bożonarodzeniowych strucli”. Uszli kary, bo raciborska kapituła ich wybroniła.

## Zabytki
Z daleka we wsi góruje kościół pw. św. Anny, który wybudowano w 1728 r. Kościół został rozbudowany ku wschodowi w 1848 r., posiada skromne cechy barokowe. Przy ogrodzeniu kościoła znajduje się krzyż kamienny z postacią Chrystusa Króla na postumencie z niszą, w której stoi figura Matki Boskiej Bolesnej. Krzyż pochodzi z II połowy XIX wieku.
Przy ul. Długiej znajdują się zagrody z I połowy XIX wieku w typie frankońskim (nr 35 i 37), gdzie zabudowania mieszkalne i gospodarskie tworzą zamknięty czworobok odgrodzony od ulicy murem z ozdobną bramą. W skład zagrody wchodził budynek mieszkalny, stodoła, obora, a także często drugi budynek mieszkalny dla starych rodziców zwany "wyłomem". Przy tej samej ulicy znajduje się zabytkowy młyn (nr 4).
Przy ul. Długiej (nr 4) znajduje się krzyż kamienny z postacią Chrystusa Króla na postumencie z niszą, w której stoi figura Matki Boskiej Bolesnej. Krzyż pochodzi z początku XX wieku. Przy tej samej ulicy (nr 58) jest również krzyż kamienny z postacią Chrystusa Króla na postumencie z niszą, w której stoi figura Matki Boskiej Bolesnej. Krzyż pochodzi z początku XIX wieku.
Przy ul. Długiej (nr 24) znajduje się murowana kapliczka słupowa z I połowy XIX wieku. Kapliczka jest otynkowana, a w środku znajduje się barokowa rzeźba św. Jana Nepomucena. Przy tej samej ulicy (nr 63) drewniana kapliczka szafkowa z XX wieku. Na ul. Kurzydyma znajduje się murowana z cegły, otynkowana kapliczka domkowa z I połowy XIX wieku. Przy ul. Długiej (nr 28) stoi murowana z cegły kapliczka domkowa z XIX wieku, a także druga murowana z cegły, otynkowana kapliczka domkowa z XIX wieku. Oprócz tego przy tej ulicy znajdują się dwie inne kapliczki (nr 33 i 40), z czego jedna to murowana z cegły, otynkowana kapliczka domkowa.
Na cmentarzu również znajduje się zabytkowa kapliczka.
| Nr ewidencyjny         | Obiekt                                                        | Forma ochrony                      | Adres        |
| ---------------------- | ------------------------------------------------------------- | ---------------------------------- | ------------ |
| A/OP-621/59 A/555/2019 | Kościół parafialny pod wezwaniem świętej Anny                 | wpis do woj. rej. zabytków         |              |
|                        | kapliczka słupowa z rzeźbą sw. Jana Nepomucena, 1 poł. XIX w. | wpis do gminnej ewidencji zabytków | ul. Długa 24 |
|                        | kapliczka szafkowa, XX w.                                     | wpis do gminnej ewidencji zabytków | ul. Długa 63 |
|                        | kapliczka domkowa murowana, XIX w.                            | wpis do gminnej ewidencji zabytków | ul. Długa 28 |
|                        | kapliczka cmentarna                                           | wpis do gminnej ewidencji zabytków | ul. Długa    |
|                        | kapliczka domkowa murowana, XIX w.                            | wpis do gminnej ewidencji zabytków | ul. Długa 36 |
|                        | kapliczka                                                     | wpis do gminnej ewidencji zabytków | ul. Długa 40 |
|                        | kapliczka domkowa murowana                                    | wpis do gminnej ewidencji zabytków | ul. Długa 33 |

We wsi znajduje się jedno stanowisko wpisane do wojewódzkiego rejestru zabytków (A-90/68), gdzie znaleziono ślady z epoki neolitu. Oprócz tego znajdują się dwa stanowiska niewpisane do rejestru, gdzie znaleziono ślady osadnicze z pradziejów, kultury łużyckiej i średniowiecza.